# Воскресеновка (станция, Михайловский район)
В Амурской области также есть сёла Воскресеновка в Михайловском районе и Воскресеновка в Серышевском районе.
Воскресе́новка — станция (населённый пункт) в Михайловском районе Амурской области России. Входит в состав Воскресеновского сельсовета.

## География
Станция Воскресеновка расположена на автодороге областного значения Завитинск — Поярково.
Расстояние до административного центра Воскресеновского сельсовета села Воскресеновка — 5 км (на северо-восток по дороге районного значения).
Расстояние до районного центра Поярково — 30 км (на юг по автодороге областного значения Завитинск — Поярково).

## Население
| 2002 | 2010 | 2012 | 2013 | 2014 | 2015 | 2016 |
| ---- | ---- | ---- | ---- | ---- | ---- | ---- |
| 127  | ↘90  | ↗97  | →97  | →97  | ↗99  | →99  |
| 2017 | 2018 |      |      |      |      |      |
| ↗101 | ↘98  |      |      |      |      |      |

## Улицы
- ул. Железнодорожная,
- ул. Рабочая,
- ул. Советская,
- ул. Широкая.

## Инфраструктура
Станция Воскресеновка Забайкальской железной дороги на линии Завитая — Поярково.